# Erythroplusia neorutilifrons
Erythroplusia neorutilifrons är en fjärilsart som beskrevs av Chou och Lu 1978. Erythroplusia neorutilifrons ingår i släktet Erythroplusia och familjen nattflyn. Inga underarter finns listade i Catalogue of Life.